# Psycho-oncologie
La psycho-oncologie est un domaine interdisciplinaire d'étude et de pratique liée à la spécialité médicale de l'oncologie ou cancérologie (étude des cancers). La psycho-oncologie est parfois aussi nommée oncologie psychosociale ou oncologie comportementale. 
Ce domaine est vaste et peut se résumer comme ayant deux thèmes majeurs : d'une part, l'étude des comportements qui augmentent les risques de cancer dans un objectif de prévention ; d'autre part, l'étude des effets du cancer sur la psychologie du patient et de sa famille et des soignants. 
La discipline a commencé à se mettre en place officiellement vers la fin des années 1970. La psycho-oncologie étudie plusieurs des relations entre la psychologie et le cancer. Les thèmes de recherche sont notamment la réduction des comportements à risque (par exemple, cesser de fumer) et les facteurs psychologiques qui augmentent les risques de cancer ; le dépistage du cancer ; les conséquences psychologiques liées à l'endroit du corps où le cancer s'est développé ; la gestion des symptômes et de la maladie, en particulier la douleur, les nausées et vomissements, la fatigue, les problèmes sexuels, les problèmes de sommeil, les problèmes de prise de poids ou de perte de poids, l'impact neuropsychologique, émotionnel et les perturbations cognitives liées au traitement chimiothérapeutique) ; les soins palliatifs et terminaux ainsi que le deuil ; les problèmes psychiatriques qui peuvent apparaître durant ou après les traitements (dépression, anxiété, delirium, abus de substances, stress post-traumatique, symptômes somatiques, etc.) ; les psychothérapies et interventions qui sont très nombreuses et diversifiées ; les problèmes rencontrés par la famille et les aidants du patient ; les problèmes rencontrés après le cancer par les survivants et leurs proches (peur des récurrences, résilience, soins de soi-même, etc.)
La psycho-oncologie est un domaine multi-disciplinaire qui est lié aux principales spécialités de l'oncologie : les disciplines cliniques (chirurgie, médecine, pédiatrie, radiothérapie), l'épidémiologie, l'immunologie, l'endocrinologie, la biologie, la pathologie, la bioéthique, les soins palliatifs, la médecine physique et de réadaptation, les essais cliniques menés par la recherche (et prises de décisions associées), ainsi que de la psychiatrie et de la psychologie, l'assistant social, l'infirmier, l’aumônier et les défenseurs des patients. 
De nombreuses découvertes de la psycho-oncologie s'appliquent à d'autres maladies chroniques non transmissibles qui sont la première cause de mortalité dans le monde. La psycho-oncologie pédiatrique s'applique aux enfants et aux adolescents.

## Histoire de la discipline

### Tabous et secrets

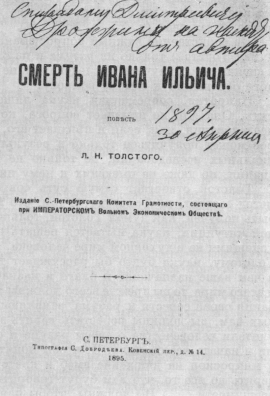
Le livre de Léon Tolstoï, La mort d'Ivan Ilitch, illustre le secret entourant la maladie grave au XIXe siècle.

Au XIXe siècle, le diagnostic de cancer n'est pas annoncé au patient en raison de l'absence de cure. Il est considéré comme cruel d'annoncer ce diagnostic à un patient qui pourrait alors perdre tout espoir. Il est jugé préférable pour le patient de ne rien savoir et ce mensonge est considéré comme acceptable. La famille est généralement informée et l'information n'est pas partagée en dehors de la famille en raison de la peur de la contagion, de la honte et de la culpabilité associées à la maladie. La maladie mentale est tout autant crainte que le cancer et ne commence à susciter un intérêt scientifique que vers la fin des années 1800.

### Psychiatrie et oncologie

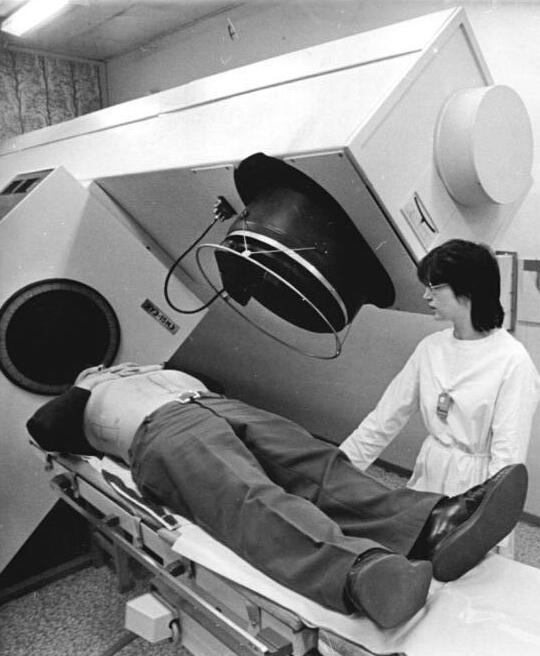
Radiothérapie (1985).

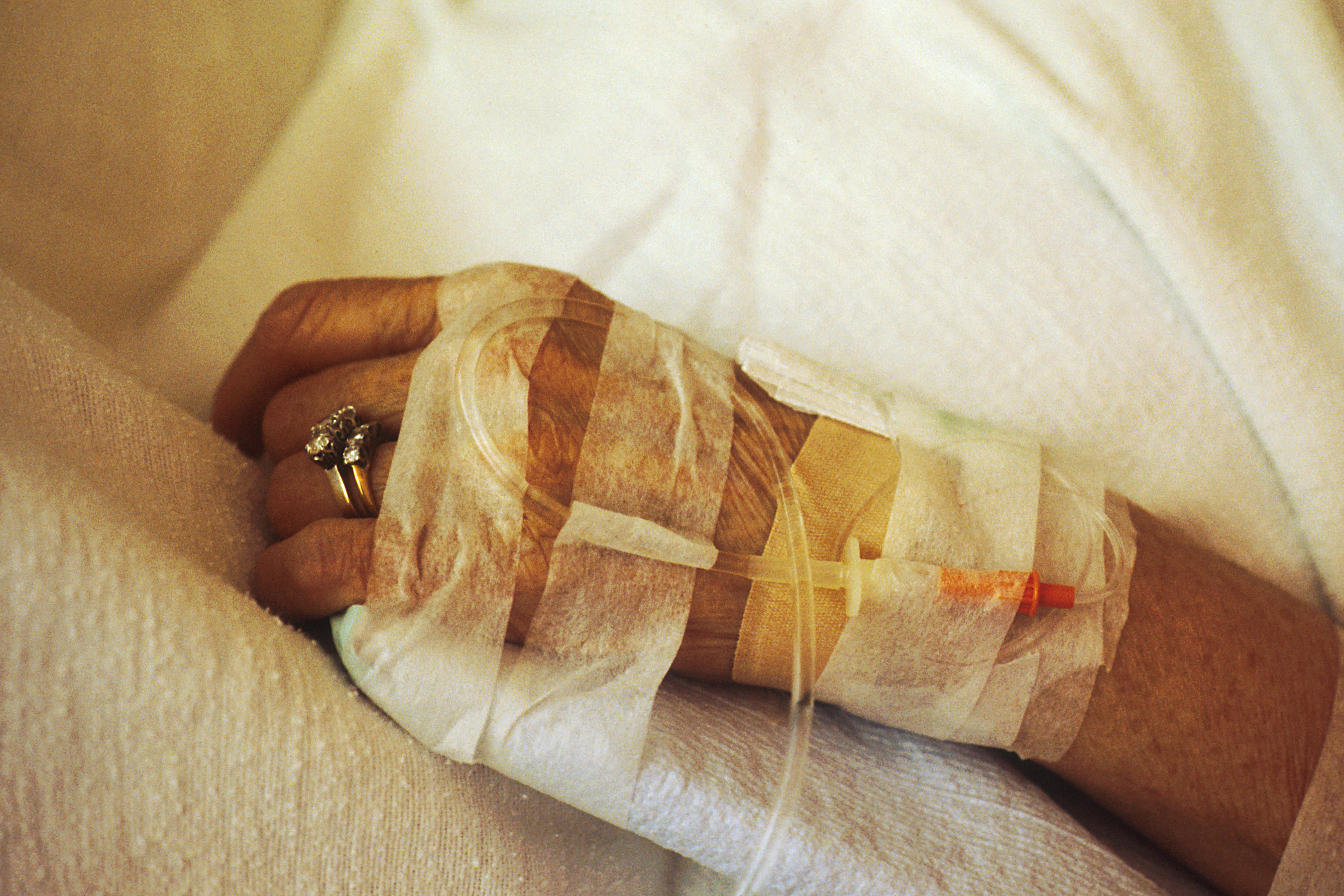
Administration de chimiothérapie (1980).

Au début du XXe siècle, certaines tumeurs peuvent être retirées par chirurgie lorsqu'elles sont prises à un stade précoce, ce qui a pour conséquence de rendre importantes l'éducation et l'information sur le cancer. L'American Cancer Society, créée en 1913, se donne pour mission de disséminer la connaissance sur les symptômes, le traitement et la prévention du cancer. La radiothérapie devient un second type de traitement contre le cancer, souvent utilisée après l'échec de la chirurgie, puis les premières chimiothérapies apparaissent en 1948 lorsque Sidney Farber rapporte pour la première fois des rémissions temporaires chez des enfants atteints de leucémie aiguë lymphoblastique.
En psychiatrie, les relations entre médecine générale et psychiatrie commencent à se tisser. Aux États-Unis, Adolph Meyer propose le terme de « psychobiologie » et encourage le traitement de la personne dans son entier. En 1929, le psychiatre américain Georges Henry observe systématiquement les patients d'un hôpital général. Les taux de troubles psychiatriques et psychologiques qu'il étudie lui font conclure à la présence de comorbidité entre les maladies physiques et certains troubles mentaux. Dès 1929, il défend l'idée qu'un psychiatre doit faire partie des services de médecine générale.

### Psychanalyse et psychosomatique
La psychanalyse est largement répandue dans les années 1930 et a une influence gigantesque sur la psychiatrie et sur la société. La psychanalyse fait l'hypothèse que des problèmes physiques peuvent avoir des origines psychiques,. Les théories de la psychanalyse ouvrent la voie à la psychosomatique. L'idée est alors d'aller découvrir si des éléments psychodynamiques ou des événements traumatiques sont à l'origine de la maladie physique. Ce mouvement grandit dans les années 1930 à 1950. Des publications proposent des liens entre le stress et les événements de vie, et le cancer,. Ces premières études sont souvent faites sans la participation des oncologues, peu intéressés par ces spéculations. TP Hackett décrit la psychosomatique de cette époque comme un élément agrandissant encore plus l'écart entre la médecine et la psychiatrie,. Ce mouvement psychosomatique se divise en deux branches vers les années 1970 : la psycho-neuro-immunologie et les consultations psychiatriques ou psychologiques de liaison.

### Psycho-neuro-immunologie
La psycho-neuro-immunologie débute en 1975 avec les travaux de Ader et Cohen : ils observent qu'une réponse conditionnée d'aversion au goût provoque une réponse immunitaire sur des modèles animaux (rats). Les effets sur stress sont ainsi mesurés sur des marqueurs biologiques de la fonction immunitaire. Le domaine de la psycho-neuro-immnologie se développe ensuite de manière indépendante et génère de nombreuses recherches dans les décennies qui suivent : les rapports entre les stress, les réponses immunitaires observées et la survie des patients, ne sont pas éclaircis mais continuent à faire l'objet de beaucoup recherches (détaillées dans les sections suivantes).

### Prise en compte des difficultés psychologiques engendrées par la maladie
Dans les années 1950, la première chimiothérapie permettant de guérir le cancer est réussie (cf. méthotrexate). Par ailleurs, l'importance pour le patient de donner son consentement éclairé pour les essais cliniques émerge après les procès de Nuremberg mettant en évidence les expérimentations nazies sur des humains non consentants durant la Seconde Guerre mondiale. Vers 1950 et 1960, les droits des femmes et des minorités deviennent mieux défendus ; les droits des patients suivent ce mouvement social. Ces différents événements sociaux encouragent le dialogue entre soignants et patients, ces derniers revendiquant leur droit à connaître leur diagnostic, leur pronostic et leurs options thérapeutiques. Dans ce contexte, le soutien psychologique aux patients atteints du cancer commence à s'organiser : on autorise d'anciens patients à venir parler à de nouveaux patients des procédures de laryngectomie ou de colostomie, et des groupes de soutien sont créés. À cette époque et jusqu'à la fin du XXe siècle, le corps médical est réticent, voire ouvertement hostile, aux groupes de patients intervenant auprès d'autres patients ainsi qu'à l'investigation des effets psychologiques des traitements médicaux comme la mastectomie radicale,. Cette réticence est petit à petit levée dans le monde occidental.
Les psychanalystes Kurt R. Eissler (en 1955) et Janice Norton (en 1963) décrivent en détail l'approche de la mort chez des patients en psychanalyse, ouvrant la voie à l'étude des processus de coping face à la progression de la maladie,,. Dans les années 1960, la psychiatre Elizabeth Kübler-Ross brise un tabou en encourageant les soignants à parler de leur mort aux patients en phase terminale de la maladie pour prendre en charge leur souffrance en fin de vie.   
Des années 1950 aux années 1970, très peu d'études s'intéressent à la qualité de vie des survivants du cancer. Une des barrières faisant obstacle à la prise en charge psychologique des patients vient du fait qu'oncologie et psychiatrie sont, à cette époque, des disciplines médicales totalement séparées. De plus, la dépression et l'anxiété sont perçues comme des réactions normales et sans traitement possible chez les cancéreux. Dans ce contexte, l'approche et les recherches d'Arthur M. Sutherland sont tout à fait nouvelles,,,. En 1952, Sutherland crée la première unité de psychiatrie oncologique au Memorial Sloan-Kettering Cancer Center de New York, qui est devenu l'actuel département de Psychiatrie et de Sciences Comportementales. À la même époque, les premières études sur l'adaptation des patients atteints de cancer sont publiées par Jacob Ellis Finesinger et son équipe du Massachusetts General Hospital. Les travailleurs sociaux et les infirmières contribuent à ces observations et prodiguent les premiers soutiens psycho-sociaux aux patients de ces service d'abord intuitivement, puis sur les bases des formations telles que celles mises au point par la pionnière en soins infirmiers palliatifs, l'infirmière et scientifique américaine Jeanne Quint Benoliel,,.  
Les premières études de l'ajustement psychologique du cancer ont abordé les questions de la communication (ou plutôt l'absence de communication) et la gestion de culpabilité et de la honte dues à la perception négative de la maladie,.

### Annonce du diagnostic et du pronostic aux patients
Les changements qui s'opèrent sur le plan médical et éthique mènent les oncologues à révéler de plus en plus souvent la vérité du diagnostic aux patients eux-mêmes et non plus seulement à leur famille. Ainsi, aux États-Unis, une enquête suggère que le pourcentage de médecins qui révèlent le diagnostic de cancer à leur patients passe de 10 % en 1963 à 97 % en 1978.  Ce phénomène cependant n'est pas universel. Dans de nombreuses cultures, la pratique consistant à ne pas révéler la vérité de leur diagnostic aux patients atteints du cancer persiste ; les dimensions éthiques de ce dilemme restent étudiées et discutées,. L'annonce d'un diagnostic difficile et d'un pronostic défavorable se font lorsque le patient est considéré comme un acteur dans son traitement et un individu autonome qui peut alors prendre des décisions quant à ses traitements,.

### Débuts officiels de la psycho-oncologie et organisation de la discipline

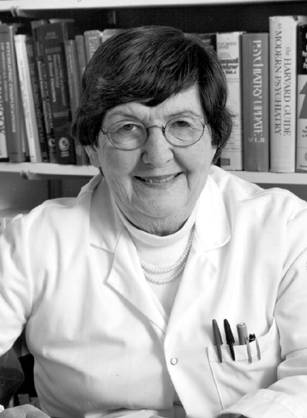
Jimmie C. Holland.

La psycho-oncologie devient une discipline officielle dans les années 1970 avec la création d'organisations et de revues scientifiques. La première conférence nationale officielle en psycho-oncologie est organisée aux États-Unis à San Antonio (Texas) en 1975. L'accent est mis sur le besoin d'instruments d'évaluation pour mesurer la détresse spécifique aux personnes physiquement malades ainsi que les symptômes spécifiques du cancer et de ses traitements. En 1977, la psychiatre américaine Jimmie C. Holland rétablit le groupe psychiatrique du Memorial Sloan-Kettering qui avait existé de 1951 à 1961 puis s'était dissout. Des programmes d'enseignement et de recherche s'y organisent. Le premier manuel en psycho-oncologie est édité par Jimmie C. Holland et Julia H. Rowland et publié en 1989. Les premières recherches portent surtout sur les troubles psychologiques affectant les patients du cancer, en particulier la dépression, l'anxiété et le délire.  

### Psychologie de la santé
La psychologie de la santé et la médecine comportementale se sont mises en place et ont engendré une nouvelle vague de théories, de recherches et d'applications vers la fin des années 1970. Les recherches se sont dirigées vers les mécanismes de coping et l'identification des mécanismes de coping efficaces. Ces modèles sont nés des études sur le stress. L'épidémie de SIDA a eu pour conséquence l'étude des mécanismes de résilience face au stress de l'annonce de cette maladie qui met en jeu le pronostic vital. Ainsi, les modèles de Richard Lazarus et de Susan Folkman sur le stress et coping chez les patients atteints du SIDA les ont menés à proposer des approches intégrant la souffrance physique issue de la maladie et la souffrance de l'esprit (« suffering of the mind ») issue du traumatisme de l'annonce d'une maladie sérieuse ou d'un décès. L'approche développée par Folkman prend en compte les remaniements existentiels et spirituels, la souffrance psychologique et la recherche d'un sens à donner à la vie à la suite de l'événement traumatisant et de la crainte de l'arrivée de la mort,,.  
Les approches cognitivo-comportementales de cette époque ont mené à de nouvelles formes d'interventions dont l'efficacité a été mise en évidence. Ces méthodes de la psychologie de la santé jouent un grand rôle dans la prévention du cancer, tout d'abord dans la lutte contre le tabagisme. Les liens de cause à effet entre le tabagisme et le cancer des poumons sont connus au début des années 1960. Ces modèles comportementaux sont ensuite utilisés pour des programmes de changement de comportement en matière d'exposition au soleil (lutte contre le cancer de la peau), de nutrition équilibrée et d'activité physique  régulière (lutte contre le surpoids et l'obésité).  
La psychologie de la santé a validé les mesures de qualité de vie qui se sont progressivement imposées dans les essais cliniques. Ainsi, les résultats des essais cliniques sur de nouveaux traitements ne traitent plus seulement de la survie et des intervalles sans récurrence de la maladie, mais également de la qualité de vie. La combinaison des mesures de survie et de qualité de vie donne la mesure de QALY (quality-adjusted life years) dont l'utilisation est devenue courante.

### Contributions pluridisciplinaires
À mesure que la psycho-oncologie se développe, l'intérêt se porte aussi sur les soignants et les travailleurs sociaux, qui sont en première ligne pour soutenir les patients et leur famille, en particulier dans les unités de soins palliatifs. Dans les années 1990, les contributions du clergé et des aumôniers dans les hôpitaux sont également pris en compte, ainsi que les besoins spirituels et croyances religieuses des patients,. Les défenseurs des patients apportent également leur perspective et leur contribution au domaine. 
Ainsi, la psycho-oncologie devient de plus en plus pluridisciplinaire. Le journal scientifique Psycho-Oncology commence à être publié en 1992. Il représente le journal officiel de plusieurs sociétés de psycho-oncologie dans le monde : l'International Psycho-oncology Society (IPOS), le British Psychosocial Oncology Group et l'American Society of Psychosocial and Behavioral Oncology/AIDS (ASPBOA).

### Thèmes abordés par la psycho-oncologie depuis le début des années 2000
Le champ de la psycho-oncologie est diversifié, tant sur le plan des questions scientifiques posées que dans ses applications.   
Les psychiatres spécialistes en psycho-oncologie Daniel Oppenheim et Sarah Dauchy, de l'institut Gustave-Roussy, dressent l'inventaire des tâches du psycho-oncologue sur la base des publications de 2004 et listent 24 thèmes qu'ils résument ainsi : « Les tâches cliniques de l'équipe de psycho-oncologie (il est difficile et risqué de travailler seul) sont vastes : prévention autant que traitement, auprès des patients, de leur famille ou des équipes de soignants, intervention pendant le traitement et après. »

## Prévention primaire du cancer: diminuer les comportements à risques
Certains comportements et styles de vie augmentent considérablement les risques de développer certains cancers. L'Organisation mondiale de la santé estime qu'un tiers des cancers sont dus à un ensemble de 5 causes comportementales évitables : un indice de masse corporelle élevé ; une consommation insuffisante de fruits et légumes ; le manque d'activité physique ; le tabagisme et la consommation d'alcool. La prévention primaire du cancer dépend donc en grande partie de changements de comportements,. 
Le tabagisme est la première cause de mortalité évitable dans le monde, provoquant maladies cardio-vasculaires et cancers chez les fumeurs et chez les victimes du tabagisme passif. L'Organisation mondiale de la santé estime que le tabac tue la moitié des fumeurs et 7 millions de personnes dans le monde chaque année. Les études sur la prévention du tabagisme et sur le sevrage tabagique permettent de développer, mettre en œuvre et évaluer des campagnes d'intervention. La prévention de la consommation excessive d'alcool est le second grand enjeu des campagnes de prévention primaire du cancer. Les autres comportements concernés sont la prévention et le traitement de l'obésité, l'encouragement à l'activité physique (et la lutte contre la sédentarité), à une alimentation équilibrée, ou encore la prévention de l'exposition excessive de la peau au soleil et aux UV.    
Les programmes de prévention du tabagisme et programmes de nutrition menés dans les écoles ont montré une bonne efficacité.

## Recherches sur les facteurs psychologiques augmentant les risques de cancer ou la progression de la maladie
La psycho-oncologie étudie les liens éventuels entre des facteurs psychologiques et le déclenchement ou les risques de développer un cancer : est-ce que des événements stressants, la dépression, l'anxiété ou des caractéristiques individuelles (comme les manières de faire face au stress ou la personnalité) peuvent influencer le cancer ou son traitement ? Ce type de question a fait l'objet de nombreuses recherches.
Certains comportements sont hautement cancérigènes (voir section précédente) : c'est le cas du tabagisme (fortement impliqué dans le cancer du poumon qui reste la première cause de mortalité des cancers), de la surexposition soleil ou aux rayons ultraviolets pour bronzer, ou encore de l'alcoolisme (voir détails dans l'article Prévention des cancers). Le lien entre ces comportements et des cancers spécifiques est établi et n'est plus sujet à controverse, bien que les croyances et connaissances sur les risques dans la population générale ne correspondent pas toujours à la réalité scientifique. En revanche, d'autres questions scientifiques restent débattues et sont développées dans les sections ci-dessous.

### Événements de vie stressants
Les stress et les expériences de vie stressantes et leur impact sur le déclenchement de certains cancers sont un sujet très débattu. Il est avéré que le stress augmente les comportements à risque, mais est-ce que le stress en tant que tel peut augmenter les risques de déclencher un cancer ou augmenter les taux de mortalité après le diagnostic ? Certaines études ont invalidé cette hypothèse, tandis que d'autres suggèrent un certain lien (mais qui reste faible) entre des facteurs de stress intenses et parfois éloignés dans le temps, et les risques de développer un cancer ou les risques de mortalité après le diagnostic. La question continue d'être débattue. Les études longitudinales sur de larges cohortes permettent de dégager de nouvelles données depuis la fin des années 1980 et certains liens entre événements de vie stressants et augmentation des risques de cancer sont apparus dans certaines études longitudinales (mais d'autres n'observent pas ce lien). Les mécanismes biologiques qui expliqueraient une telle relation ne sont pas éclaircis mais une origine hormonale serait plausible,.

### Personnalité
Une autre hypothèse est apparue à la fin des années 1980 : la « personnalité de type C » (ou comportements de type C) a été mise en cause. L'idée est que la répression de la colère et d'autres émotions est liée à la somatisation et au déclenchement de cancers. Les personnes se montrant patientes, non assertives, coopératives, plaisantes, seraient plus susceptibles de développer des cancers,. Ces hypothèses ont été vivement critiquées parce qu'elles se basaient sur des études menées après le diagnostic de cancer et non avant (ce qui aurait demandé des cohortes de large ampleur qui n'existaient pas à cette époque). Les études prospectives (suivant de larges cohortes d'individus sains suivis médicalement et psychologiquement sur de nombreuses années) ne valident pas l'existence d'un lien entre un type de personnalité et les risques de déclencher des cancers, au Japon, en Suède et Finlande. Au début des années 2000, et après environ 50 ans de recherches, les liens entre une personnalité de type C et les risques de cancer n'ont toujours pas été démontrés.

### Stratégies decoping
Dans les années 1990, certains scientifiques ont défendu l'idée que les stratégies de coping des patients, c'est-à-dire leurs manières de faire face aux événements stressants, pourraient avoir une influence sur le cours de la maladie et sur la mortalité ou la durée de vie suivant le diagnostic. Malgré plusieurs études sur le sujet, les revues de questions publiées au début des années 2000 concluent à l'absence de données validant cette hypothèse. Une attitude de combat ou une attitude passive caractérisée par des sentiments d'incompétence et de désespoir, n'influencent pas différemment sur la mortalité après le diagnostic de cancer ; les autres attitudes (déni, évitement) non plus. La présence d'une dépression antérieure au diagnostic pourrait, en revanche, avoir une influence négative sur la mortalité (voir sections suivantes).

## Troubles psychologiques ou psychiatriques associés à la maladie et ses traitements
Les troubles psychologiques et sociaux chez les patients souffrant du cancer ont fait l'objet de très nombreuses études depuis la fin des années 1970. La première de cette étude fut celle de Morris et collaborateurs en 1977 chez des femmes souffrant de cancer du sein. Depuis lors, de nombreux autres types de cancers ont été étudiés. Dans l'ensemble, ces études mettent en évidence plusieurs troubles psychologiques associés aux cancers et à leurs traitements (chirurgie, radiations, chimiothérapies) : anxiété, dépression, détresse psychologique, troubles cognitifs, désespoir et sentiment d'impuissance (helplessness), estime de soi amoindrie, et altération des relations sociales, des relations sexuelles et de la capacité de travail. 

### Dépression
Les estimations du pourcentage de patients cancéreux souffrant de dépression varient grandement de 1 % à 40 %. Une revue de question détaillée de Mary Massie suggère qu'environ 15 % à 25 % des patients cancéreux souffrent de dépression,. Dans la grande majorité des cas, ces troubles sont apparus à la suite du diagnostic et n'étaient pas présents avant la maladie. Les facteurs de risque incluent la présence d'épisodes dépressifs avant le cancer ou d'alcoolisme (qui traduit souvent des problèmes psychologiques). La douleur intense augmente de 2 à 4 fois les taux de dépression et les taux de dépression augmentent également à mesure que s'accroît l'invalidité physique et la dépendance,.
Les troubles psychiatriques peuvent résulter de l'impact émotionnel de l'annonce du diagnostic, des effets secondaires du traitement ou de la progression de la maladie (la douleur ou l'anorexie peuvent engendrer une dépression). Ils peuvent aussi résulter d'effets directs de la maladie ou des traitements sur le cerveau : traitements (narcotiques, stéroïdes, cisplatine, interféron, interleukin 2, méthyldopa, barbituriques et propanolol), des perturbations du métabolisme (hypercalcémie, perturbations du foie ou autre organes), de tumeurs primaires ou secondaires localisées dans le cerveau, ou de tumeurs produisant des hormones (syndrome paranéoplasique).
Dans le contexte médical, le concept de démoralisation (parfois nommé le syndrome de démoralisation ou demoralization syndrom bien qu'il ne s'agisse pas d'un syndrome défini dans le DSM-5) est apparu vers la fin des années 1970 sous la plume du psychiatre Jerome D. Frank. Ce concept a été exploré depuis lors dans le contexte des maladies comme le cancer ou et de maladies incurables. La démoralisation est la combinaison de détresse psychologique et de sentiment d'incompétence subjective (le sentiment de ne rien pouvoir faire pour s'en sortir). Frank la définissait comme la combinaison du sentiment d'impuissance, de l'isolement et du désespoir.

### Nausées d'anticipation
Une minorité significative d'anciens patients (entre 22 et 39 %) souffre également de nausées conditionnées par des stimuli leur rappelant la chimiothérapie. Ces « nausées d'anticipation » sont observées chez 25 % des patients dès leur 4e traitement chimiothérapeutique. Ces troubles peuvent persister de nombreuses années après la guérison du cancer : une étude rapporte des effets d'anxiété et nausées d'anticipation douze ans après le diagnostic.

## Psychothérapie, soutien psychologique et aide à la gestion des symptômes
Les psychothérapies sont acceptables pour la grande majorité des patients présentant des troubles psychiatriques (la dépression et l'anxiété le plus souvent) accompagnant le traitement du cancer et ces thérapies sont souvent possibles dans le cadre des services d'oncologie. La majorité des études menées sur échantillons randomisés montrent des améliorations significatives des symptômes psychiatriques.
Les techniques de relaxation, assez peu développées en France et plus développées dans d'autres pays occidentaux, ont montré de bons résultats sur la gestion du stress chez les patients, ainsi que la gestion des symptômes spécifiques, symptômes liés à la progression de la maladie ou aux traitements administrés (détails ci-dessous),.

### Mécanismes d'ajustement psychosocial
Les recherches ont mis en évidence que certains facteurs facilitent ou aggravent l'ajustement psychosocial du patient et sa qualité de vie, durant ses traitements ou après ses traitements.
Le soutien social prend différentes formes. Il peut s'agir de soutien financier, informatif, ou pratique (conduire une personne à l'hôpital). Parmi toutes les formes de soutien, le soutien émotionnel a montré de manière consistante des effets bénéfiques sur la qualité de vie des patients. Le soutien émotionnel est la perception (du patient) d'être aimé, accompagné, ou encore d'avoir un.e ami.e intime qui soit un(e) confident(e).
Les stratégies de coping ont une incidence sur les taux d'anxiété et de dépression. Ainsi, dans plusieurs pays d'Europe et aux États-Unis, des études, portant sur des types de cancers différents, indiquent que les attitudes de fatalisme, de préoccupation anxieuse, de désespoir (helplessness) sont liés avec la dépression ; tandis que les attitudes combattives et actives sont corrélées négativement à la dépression et à l'anxiété,,.
Le sentiment de perte de contrôle personnel est un des problèmes psychologiques très fréquents observés chez les patients souffrant du cancer. Ce sentiment réfère à l'impression de ne plus rien pouvoir faire pour influencer la maladie ni son traitement. Au contraire, le sentiment de contrôle a un effet positif sur le bien-être du patient.

### Gestion des symptômes physiques spécifiques
Des traitements spécifiques pour certains symptômes liés à la maladie ou aux traitements ont été développés. Ils sont régulièrement évalués et des recommandations basées sur des synthèses de plusieurs études sont publiées sous forme de rapports, et régulièrement mises à jour.

#### Douleur
Plusieurs sources de douleurs affectent le patient et plusieurs types de douleurs aiguës et chroniques sont ressenties durant la maladie et ses traitements. Certaines procédures sont particulièrement douloureuses, comme la pose d'intraveineuse, ponction lombaire, aspiration de moelle osseuse, chirurgie, etc. Les douleurs peuvent être d'origine iatrogène  causées par les effets secondaires des traitements tels que la chirurgie, chimiothérapie, radiothérapie, les traitements hormonaux ou l'administration de stéroïdes : lésions de la peau, neuropathies, nécroses, infections. Certaines douleurs sont aiguës, résultant des procédures médicales comme les ponctions, injections, méthodes d'investigation comme l'endoscopie. Certaines douleurs résultent d'autres conditions co-morbides. Enfin, très souvent, des douleurs persistent chez le survivant, bien après la fin de ses traitements. Or, si la douleur a des origines physiologiques, l'anxiété ou la détresse du patient peuvent l'exacerber, c'est-à-dire que le patient en détresse ressent physiquement (il ne l'imagine pas) la douleur comme étant encore plus intense qu'elle ne le serait s'il n'était pas anxieux.

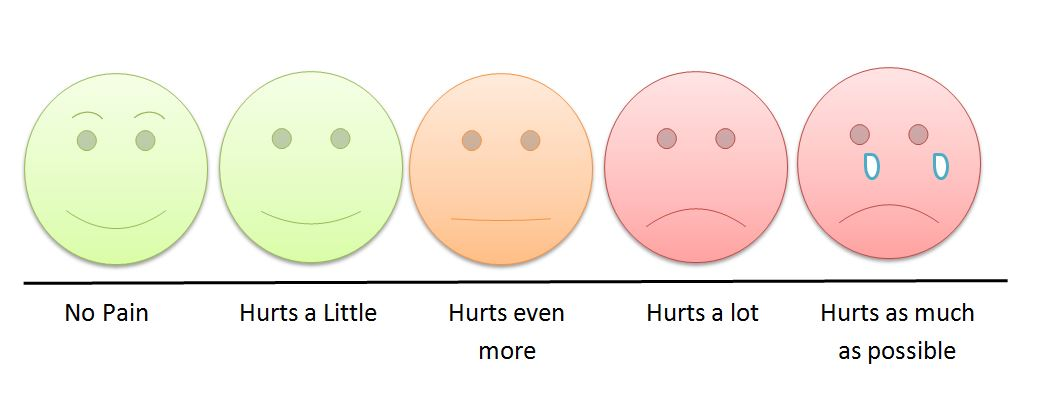
Exemple d'échelle de douleur pour un enfant.

En 1999, un rapport publié dans la revue The Lancet indique que beaucoup de patients cancéreux ne bénéficient pas suffisamment des traitements médicamenteux qui pourraient soulager leurs douleurs chroniques : 90 % des douleurs pourraient être réduites ou supprimées par des traitements médicamenteux adéquats. Les raisons en sont multiples, parmi lesquelles : le manque de connaissance des cliniciens sur les mesures et les traitements contre la douleur ; la priorité donnée au traitement de la maladie plutôt qu'aux symptômes et effets secondaires ; des peurs « inappropriées  » sur l'utilisation des opioïdes (peur de la dépendance et des effets secondaires) ; l'insuffisance du signalement de la douleur et le non-respect des traitements chez les patients ; les obstacles que rencontre une stratégie analgésique optimale dans le système de santé. Plusieurs études publiées dans les années 2010 indiquent qu'en Europe, une majorité de patients ne reçoivent pas de traitements suffisants contre leurs douleurs.       
La Société européenne d'oncologie médicale (ESMO) publie régulièrement des recommandations sur la gestion de la douleur durant le cancer. Pour la gestion de la douleur chronique chez les enfants, les recommandations sont celles données par l'Organisation mondiale de la santé (cf. article détaillé : Psycho-oncologie pédiatrique). Les recommandations de l'ESMO sont de mesurer régulièrement la douleur du patient sur des échelles d'évaluation de la douleur, d'encourager le patient à participer à la prise en charge de sa douleur par le dialogue et l'information, la prise d'analgésique régulière et non pas seulement en réponse à la douleur. L'ESMO donne des recommandations sur les prises en charge médicamenteuses en fonction de l'intensité des douleurs et des pathologies (les douleurs neuropathiques ne sont pas traitées comme les douleurs osseuses par exemple). Plusieurs spécialistés médicales et paramédicales sont impliquées dans la gestion de la douleur qui est un problème interdisciplinaire  les anesthésistes, les infirmiers, les psychologues.       
Concernant les outils thérapeutiques de la psychologie testés sur des essais cliniques randomisés, plusieurs études indépendantes ont démontré que l'hypnothérapie permet de soulager efficacement la douleur des patients souffrant de cancer en phase avancée,(c'est également le cas chez les enfants et adolescents).

#### Nausées et vomissements induits par chimiothérapie et nausées d'anticipation
Les nausées et vomissements causés par chimiothérapie (NVCC) sont un des effets secondaires des chimiothérapies très fréquemment rapportés par les patients : on parle d'effet émétique et les médicaments prescrits afin de les empêcher sont les antiémétiques. De plus, un autre phénomène s'ajoute. Environ 20 % des patients rapportent ressentir des nausées avant chaque cycle de chimiothérapie et 30 % rapportent des nausées d'anticipation ou nausées psychologiques après le quatrième cycle de chimiothérapie.
Les nausées d'anticipation s'expliquent par plusieurs phénomènes qui peuvent s'additionner. D'une part, un processus de conditionnement classique, dans lequel des stimuli présents lors des nausées deviennent associés à la réponse conditionnée (la nausée ou le vomissement) par un effet d'apprentissage qui se produit lorsque les situations se répètent. Par exemple, l'arrivée à l'hôpital, l'entrée dans la salle des traitements, une boîte de médicaments, etc. peuvent devenir des situations qui provoquent des nausées chez le patient. Ce type de nausée d'anticipation se produit après plusieurs cycles de chimiothérapie. Des facteurs démographiques augmentent les risques de souffrir de ces nausées d'anticipation : âge inférieur à 50 ans, sexe féminin, sensibilité au mal des transports, réactivité du système nerveux autonome, nausées matinales durant la grossesse. La présence de symptômes durant la dernière session de chimiothérapie (nausées, sueurs, etc.) et le pouvoir émétique du traitement chimiothérapeutique utilisé jouent aussi un rôle. Des facteurs psychologiques jouent également un rôle : l'anxiété, le repli sur soi (devenir obnubilé par soi-même et sa maladie) et des attentes négatives augmentent les risques.
La Société Européenne d'Oncologie Médicale (ESMO) et la Multinational Association for Supportive Care in Cancer (MASCC) publient des recommandations pour la prévention et le traitement des nausées d'anticipation et des vomissements pour les adultes et enfants en chimiothérapie,. En 2016, sur la base d'une revue de littérature, ils recommandent des traitements pharmaceutiques (benzodiazépines) ainsi que les interventions comportementales ou psychothérapeutiques. Les interventions comportementales recommandées sont les suivantes : l'hypnose, la désensibilisation systématique, l'entraînement à la relaxation musculaire ou des traitements combinant la relaxation musculaire et l'hypnose.
L'hypnose a été le premier traitement utilisé contre les nausées d'anticipation, et peut également être utilisé contre la douleur et d'autres problèmes spécifiques dus au cancer ou ses traitements. L'hypnose est plus facilement pratiquée sur l'enfant que sur l'adulte et les résultats sur des enfants et adolescents ont montré une efficacité de la technique. Il s'agit d'une technique relativement simple à apprendre pour un médecin ; de plus, les patients peuvent apprendre des techniques d'hypnose eux-mêmes, apprenant ainsi à se suggérer des sensations différentes et moins pénibles, ce qui leur donne les moyens de mieux gérer leur propre santé et a des bénéfices sur leur sentiment de contrôle sur la maladie.
La désensibilisation systématique est basée sur le principe du conditionnement classique et utilise les principes de l'apprentissage pavlovien : hiérarchiser la gravité des couples stimuli-réponses (ex. : salle de soin - nausée) ; apprendre à donner une réponse nouvelle (ex. : relaxation) ; enfin, changer le conditionnement précédent en le remplaçant par la nouvelle réponse (relaxation progressive des muscles, par exemple). Cette technique est efficace chez plus de la moitié des patients traités.
Des techniques de relaxation ont également montré des bénéfices : le biofeedback permet au patient de se relaxer ; l'imagerie guidée (en) permet au patient de créer des images mentales qui relaxent et diminuent l'anxiété ; la relaxation progressive des muscles est souvent utilisée comme technique de réponse dans la thérapie de désensibilisation et peut également être utilisée en combinaison avec l'imagerie guidée,,. D'autres techniques de relaxation sont également efficaces, dont le yoga.
Des techniques de pression (acupuncture, acupression, bandes de pression) semblent donner des résultats chez les patients ayant de fortes anticipations négatives mais pas chez les autres. Leur effet pourrait donc se comprendre comme un effet de réduction des attentes négatives, ou un effet placebo.

#### Fatigue

La marche, une activité physique modérée.

La fatigue est le symptôme le plus souvent observé, le plus handicapant pendant le cancer et le plus contraignant chez les survivants du cancer. De 50 à 100 % des patients rapportent des symptômes de fatigue liée au cancer (en) dans différents groupes de patients traités pour les cancers les plus courants. La fatigue a un impact négatif sur les aspects fonctionnels de la vie quotidienne ainsi que sur la qualité de vie,,. 
Le National Comprehensive Cancer Network (en) (NCCN) est un réseau de centres d'oncologie aux États-Unis réunissant des cliniciens qui cherchant à mettre au point des pratiques cliniques optimales pour la prise en charge de leurs patients. Le NCCN a mis au point une série de recommandations (ou algorithme de traitement) pour optimiser la prise en charge des patients. Son objectif est d’identifier les patients touchés par la fatigue et de les traiter. Dans cette directive du NCCN, l’équipe d’oncologie doit évaluer la fatigue du patient ainsi que les principaux facteurs qui l’accompagnent généralement : douleur, détresse émotionnelle, perturbations du sommeil, anémie et hypothyroïdisme. Si ces conditions sont présentes, elles doivent être traitées en priorité. Si ces facteurs ne sont pas présents, et l’origine de la fatigue n’est pas connue (les hypothèses comme infections, effets secondaires de médicaments, comorbidité, etc., sont écartées), des traitements sont proposés. Un programme d’éducation et conseil est proposé aux patients pour gérer leur fatigue, apprendre certaines stratégies pour conserver leur énergie, gérer leur stress, se distraire (seuls ou socialement). Les traitements pharmaceutiques peuvent inclure des médicaments en fonction des co-morbidités ou des causes spécifiques repérées. Des traitements contre la dépression ou contre l’anémie, par exemple, sont proposés. Les traitements non pharmaceutiques incluent des programmes d’activités physiques modérées adaptées au patient, des thérapies cognitives restaurant la stabilité de l’humeur ou des interventions pour améliorer la qualité de la nutrition ou du sommeil,.

#### Dysfonction sexuelle
La sexualité est souvent altérée pendant ou après les traitements contre le cancer. Les traitements hormonaux, chirurgicaux, chimiothérapeutiques et médicamenteux peuvent altérer plusieurs aspects du fonctionnement sexuel sur le plan physique et psychologique. Sur le plan psychologique, l’image du corps est altérée, et les patients avoir l’impression de ne plus être attirants sexuellement et d’avoir perdu leur féminité ou leur masculinité. Ces problèmes sont aggravés par les symptômes généraux de fatigue, dépression, anxiété, douleurs, rapportés par les patients durant la phase de survie qui suit les traitements. S'ils ne sont pas traités, ces symptômes peuvent persister de nombreuses années après la fin des traitements. 

#### Problèmes de fertilité
Les patients les plus jeunes doivent faire face aux risques de perte de fertilité.  

## Récurrence et maladie chronique
Des années 1980 aux années 2000, des progrès médicaux ont permis de faire baisser la mortalité due aux cancers (bien que le nombre de personnes touchées augmente). Des millions de personnes survivent au cancer. Cependant, lorsqu'un cancer se déclare à nouveau, cette récurrence peut marquer l'entrée dans une phase où la maladie n'est plus curable. Le patient entre dans une phase de soins palliatifs. Cette phase de survie s'est également beaucoup allongée grâce aux progrès médicaux. Le cancer est donc considéré comme une maladie chronique, puisque de nombreux patients  vivent plusieurs mois et plusieurs années entre l'annonce de la récurrence et leur décès.  Il n'est plus rare de survivre plus de dix ans à une récurrence. La phase palliative est donc à distinguer de la phase de fin de vie qu'elle précède. Dans les deux cas, l'accent est mis sur le confort du patient et le contrôle de ses symptômes.

## Fin de vie et deuils
Les soins de fin de vie peuvent être donnés à l'hôpital, en clinique ou hospice, ou au domicile de la personne en fin de vie. Les familles n'ont souvent pas toutes les ressources adéquates pour faire face à  cette situation et l'un des rôles de la psycho-oncologie est de développer de meilleurs services psychosociaux pour soutenir les aidants familiaux afin que la personne en fin de vie puisse terminer sa vie à son domicile.
Sur le plan psychiatrique, les dépressions et les délires sont fréquents, ainsi que la douleur, et doivent faire l'objet d'une prise en charge.    

## Survivants
En 2005, le US Institute of Medicine a publié un rapport détaillé sur les survivants du cancer et leurs besoins spécifiques. Les survivants d'un cancer peuvent développer des problèmes psychologiques résultant de l'expérience traumatisante de la maladie et de ses traitements, de la peur d'une récidive de la maladie, ou de problèmes physiques ou psychologiques résultant des traitements.   
La peur de la récidive ou de la rechute (concerns about recurrence) est le problème le plus fréquemment rencontré par les survivants du cancer. La peur de la récidive peut contribuer à une diminution de la qualité de la vie et à des troubles psychologiques. Elle est décrite pour la première fois de manière détaillée en 1981, sous le nom de « syndrome de Damoclès » chez des enfants survivants du cancer.  Elle est signalée chez environ 42 à 70 % de survivants du cancer à un niveau cliniquement significatif. Plusieurs études rapportent que 20 à 40 % des survivants du cancer souhaiteraient recevoir de l'aide pour faire face à la peur de la récidive,. Des programmes de soutien et de psychothérapie existent pour traiter ce problème.    
Un pourcentage significatif (environ 10 % à 20 %) de patients survivants au cancer développe un syndrome de stress post-traumatique, et un pourcentage plus élevé en développe certains des symptômes : les patients qui ont reçu des doses élevées de chimiothérapie et des greffes de moelle osseuse sont les plus à risque de développer de tels symptômes,.     
D'autres problèmes spécifiques qui se sont installés pendant les traitements peuvent persister après la fin des traitements : problèmes sexuels, nausées d'anticipation, douleurs et neuropathies, etc.

## Impact sur la famille
Tout comme chez les patients, des échelles de qualité de vie ont été mises au point pour les proches (famille, aidants) des patients. En langue anglaise, le Caregiver Oncology Quality of Life Questionnaire a été mis au point pour évaluer le stress, les mécanismes de résilience et le soutien social, du point de vue des aidants (époux, parents) qui soutiennent la personne qui a le cancer. Ce questionnaire comporte 29 questions.

## Apports de la psycho-oncologie dans la recherche en oncologie

### Modèles intégrés
En 2002, Jimmie C. Holland résume dans un modèle intégré, les principales variables à prendre en considération dans la recherche en psycho-oncologie :
- les variables indépendantes : les types de cancers et les effets secondaires des traitements ;
- les variables médiatrices :
  - personnelles : socio-démographie, personnalité et styles de coping, ajustement antérieur, croyances ;
  - médicales : comportements liés à la maladie (surveillance, respect ou non-observation du traitement), relation médecin-patient, environnement du traitement, options de réhabilitation ;
  - soutien social : famille, amis, communautés ;
  - stress de la vie : autres maladies concomitantes, deuil, etc. ;
- les mesures de qualité de vie dans tous les domaines : physique, psychologique, social, professionnel, sexuel ;
- et les interventions mises en place.

### Mesures de qualité de vie
Des mesures de qualité de vie standardisées ont été mises au point. Plusieurs mesures standardisées existent car mesurer la qualité de vie est complexe et la notion de qualité de vie est générale et difficile à définir,. Certaines mesures sont mises au point pour être utilisées dans la recherche internationale et pour pouvoir être utilisées dans différents pays où les essais cliniques prennent place. En effet, il est courant que les essais cliniques en cancérologie soient menés dans plusieurs pays simultanément. Des échelles de qualité de vie peuvent être administrées avant, pendant et après les traitements pour évaluer l'impact des traitements sur les aspects physiques, psychologiques et sociaux de la vie du patient. Ainsi le groupe European Organisation for Research and Treatment of Cancer (EORTC) a mis au point plusieurs échelles pour mesurer la qualité de vie des patients (questionnaire QLQ-C30) ainsi qu'une échelle complémentaire mesurant la fatigue liée à la maladie et ses traitements (questionnaire QLQ-FA12),. Ces échelles sont des questionnaires sur papier, relativement brefs, donnés aux patients qui peuvent les compléter seuls en quelques minutes.

### Recommandations de qualité des soins
Les réseaux multidisciplinaires organisés par ou en association avec les organisations de psycho-oncologie ont permis la mise en place de centres et groupements pour définir des recommandations en matière de qualité des soins et d'éthique. Ainsi le National Comprehensive Cancer Network (NCCN), aux États-Unis, recommande de tester les patients en salle d'attente systématiquement avant le début de leur traitement, puis durant leur traitement. Plusieurs séries de recommandations ont été publiées, pour tous les cancers et spécifiques à certains types de cancers. Ainsi, la mesure de la détresse psychosociale est mesurée avec un thermomètre imprimé sur papier (distress thermometer), gradué de 0 à 10, sur lequel le patient peut indiquer son degré de souffrance général. Cette mesure est traduite et validée dans plusieurs langues et plusieurs pays y compris en langue française. Des mesures et des recommandations de prise en charge sont publiées sur les problèmes spécifiques de la fatigue  et de la douleur associées au cancer.  Ces recommandations du NCCN sont diffusées et appliquées dans de nombreux autres pays.

## Psycho-oncologie pédiatrique
La psycho-oncologie pédiatrique s'adresse aux enfants, adolescents et parfois jeunes adultes, atteints par un cancer (cf. article détaillé). 

## Organisations et revues scientifiques
En 2004, 24 sociétés nationales de psycho-oncologies sont répertoriées dans le monde,. 
La société internationale International Psycho-Oncology Society (IPOS) est destinée à la promotion des sciences psycho-sociales et oncologie comportementale et à l'amélioration des soins des patients et de leur famille touchés par le cancer à travers le monde,,. Elle publie la revue Psycho-Oncology, revue scientifique publiée par John Wiley & Sons et fondée par Jimmie C. Holland.
Sue le plan européen, la European Society for Psycho-Oncology (ESPO) a été fondée dans les années 1980, et a cessé en 2002. Elle a été remplacée par l'European Federation of Psychosocial Oncology Societies (EFPOS) entre 2003 et 2008.
En France, la société française de Psycho-Oncologie (SFPO) a été fondée en 1983 et a longtemps porté le nom de « Psychologie et Cancer »,. Elle publie la revue scientifique Psycho-Oncologie (anciennement Revue Francophone de Psycho-Oncologie) avec pour rédactrice en chef Marie-Frédérique Bacqué.